# Macrotis lagotis
El bilbi mayor o Bandicut conejo (Macrotis lagotis) es una especie de marsupial peramelemorfo de la familia Peramelidae. Es el más grande de todos los bandicuts. El bilbi mayor tiene fuertes miembros y garras gruesas que usa para excavar su comida y hacer sus madrigueras. Es extremadamente raro, la única otra especie de esta familia es el Macrotis leucura, actualmente extinto.
Su hábitat son las zonas áridas de Australia; se encuentra actualmente amenazado y su población está en declive debido al aumento de las actividades ganaderas, a la modernización y a la introducción de nuevas especies. El bilbi era muy abundante en el pasado pero ahora ha disminuido considerablemente.

## Características
Tiene un pelaje tupido y sedoso, grisáceo en su lomo y blanco en el vientre; su cola es negra desde la base hasta la mitad y blanca en la punta; es un animal nocturno por ello su visión no está tan desarrollada; su principal sentido es el del oído, de ahí que sus orejas sean tan grandes; también posee un excelente sentido del olfato y unas garras para excavar madrigueras y buscar comida además de servir de refugio durante las horas de calor y los depredadores.
Las hembras poseen una bolsa donde refugia a sus crías que se abre hacia abajo para evitar que se llene de tierra mientras excava. Su peso es de 1 a 2,4 kilogramos aunque los machos pueden llegar a pesar hasta 3,7 kg en cautiverio. La hembra suele ser más pequeña, pesando alrededor de 0,8 a 1,1 kilogramos. Tienen un ciclo de vida mínimo de tres años.

## Costumbres
El bilbis es un animal nocturno que tiene diversos hábitats, desde zonas semidesérticas de bosque seco hasta sabanas y praderas. Su territorio es temporal y depende de la existencia de alimentos. Los bilbis descansan en su madriguera subterránea hasta el anochecer para evitar el calor. Al final de su madriguera, una empinada espiral de unos cinco pies de profundidad, está la cámara donde duerme. Como es un animal solitario su madriguera nunca tiene varias cámaras; cada cueva es ocupada por un adulto, una hembra con crías o, a veces, una pareja durante el celo. El bilbis suele acariciarse el pelo con las largas garras de sus patas traseras. Aunque éstas son más largas que las delanteras, el animal no salta como un conejo, sino que se mueve con lentitud usando las cuatro extremidades. Esto se debe a que alterna sus patas traseras con las delanteras, y que ambas se mueven al mismo tiempo.
Para dormir el bilbis no se acuesta sino que se sienta sobre sus patas traseras, mete el hocico entre las patas delanteras y se cubre los ojos doblando las orejas hacia adelante.

## Alimentación

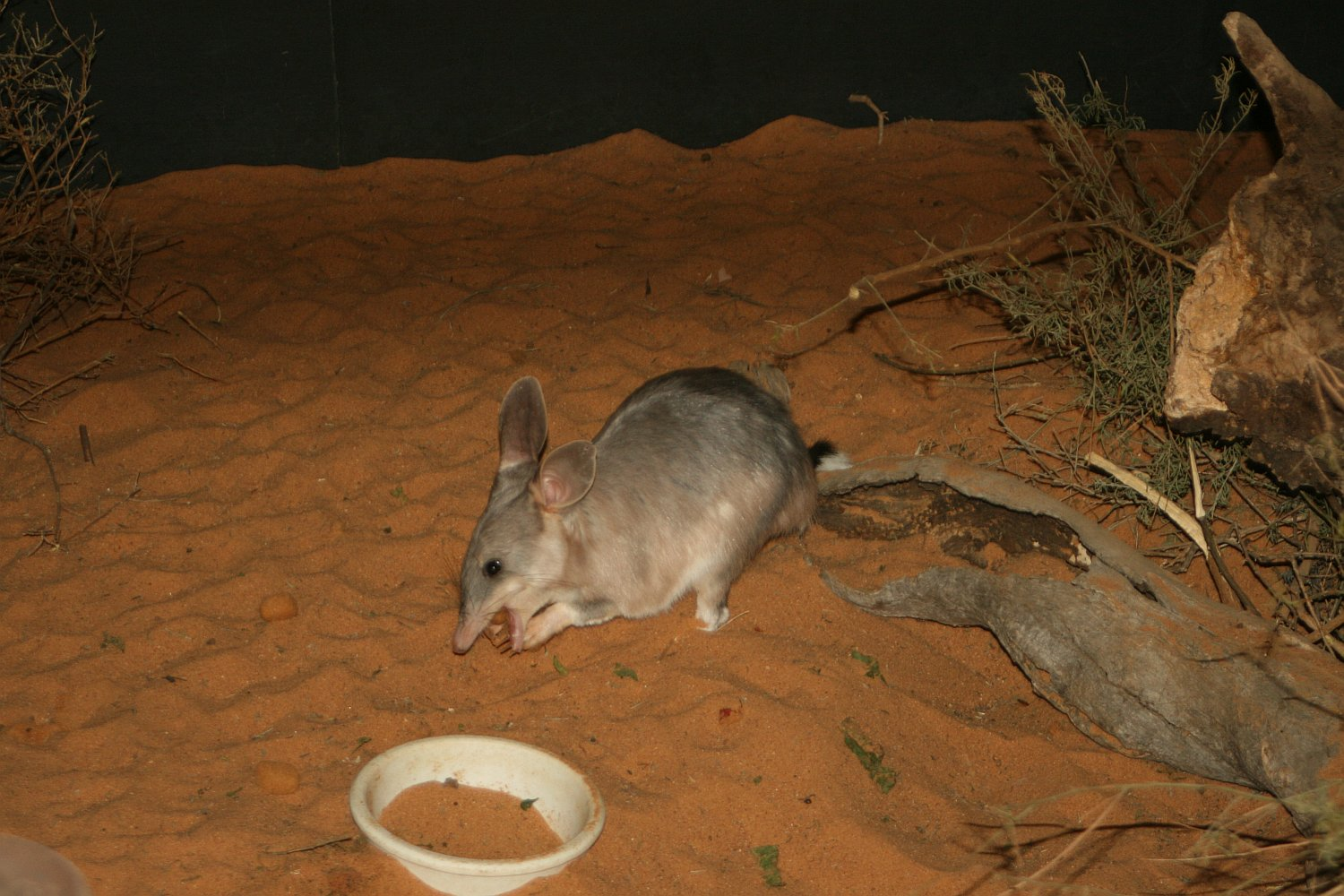
Bilbi comiendo en Monarto Zoo, Australia.

El bilbi se alimenta cazando tanto en la superficie como bajo el suelo. Su dieta es omnívora, alimentándose sobre todo de insectos y animales pequeños, lagartijas, gusanos, larvas y arañas. Gran parte del agua que ingiere procede de las semillas y frutas que come. Usa sus fuertes patas delanteras con garras curvas y resistentes para escarbar en el suelo alrededor de los árboles y arbustos, introduciendo su largo y puntiagudo hocico en los agujeros en busca de larvas de insectos. En las áreas que ocupa suele haber varios de estos agujeros con tierra alrededor de sus bordes.
El bilbis traga gran cantidad de tierra con la comida. Hasta nueve décimos de sus excrementos pueden ser solo tierra.

## Reproducción
A diferencia de los bandicuts que se reproducen durante todo el año, maduran sexualmente alrededor de los 90 días. La hembra del bilbis solo cría de marzo a mayo. Los adultos, que vive en solitario el resto del año, se reúnen solo en la época de celo, de febrero a abril. Los bilbis tiene unos de los períodos de gestación más cortos entre los mamíferos, de 12 a 14 días. Tras un periodo de gestación de menos de dos semanas nacen de una a tres crías, aunque la hembra puede amamantar hasta ocho. Como ocurre con otros marsupiales, los recién nacidos son diminutos, de menos de media pulgada de largo y están muy poco desarrollados. Ni bien nacen, las crías se arrastran al marsupio de su madre. En el marsupio, las crías se aferran a los pezones de la madre y son amamantadas durante varias semanas, al cabo de las cuales están plenamente desarrolladas, aunque vuelven al marsupio materno si hay algún peligro. 

## Conservación
El bilbis era muy común en toda su área hasta comienzos del siglo XX cuando se produjo una disminución repentina en su número; esta disminución se atribuye a la colonización australiana por los europeos: el ganado y otros animales herbívoros dañaron las praderas que constituían su hábitat. La introducción de otras especies también afectó al bilbis, que tuvo que competir por las madrigueras con los conejos y fue víctima de los zorros. Su número disminuyó también cuando se le comenzó a cazar por su piel.
Hay un plan nacional de recuperación para salvar a estos animales: este programa incluye la cría en cautividad, el monitoreo de poblaciones, y el restablecimiento de bilbis donde una vez vivieron. Ha habido movimientos eficaces para popularizar el Bilby como una alternativa al Conejo de Pascua con huevos de chocolate de bilbis (destinando las ganancias a la protección y la investigación). Se ha producido reintroducciones en zonas antes habitadas por los bilbis que han tenido éxito, como en la península de Perón, en el oeste de Australia.